# 陈立新 (贺兰)
陈立新，中华人民共和国政治人物、全国脱贫攻坚先进个人。

## 生平
陈立新任贺兰县扶贫和农业综合开发服务中心主任。因在脱贫攻坚战中作出突出贡献，2021年2月25日全国脱贫攻坚总结表彰大会上，陈立新被授予“全国脱贫攻坚先进个人”。